# Vaughan Thomas
Hugh Vaughan O. Thomas (12 de junio de 1964-diciembre de 2022) fue un deportista británico que compitió en remo como timonel. Ganó una medalla de bronce en el Campeonato Mundial de Remo de 1989, en la prueba de cuatro con timonel.

## Palmarés internacional
| Campeonato Mundial | Campeonato Mundial | Campeonato Mundial | Campeonato Mundial |
| Año                | Lugar              | Medalla            | Prueba             |
| ------------------ | ------------------ | ------------------ | ------------------ |
| 1989               | Bled (Yugoslavia)  | Medalla de bronce  | Cuatro con timonel |